# Paul Kouassivi Vieira
Paul Kouassivi Vieira (ur. 14 lipca 1949 w Agoué, zm. 21 marca 2019) – beniński duchowny rzymskokatolicki, w latach 1995–2019 biskup Djougou.